# Arrondissement de Deventer
L'arrondissement de Deventer est une ancienne subdivision administrative française du département des Bouches-de-l'Yssel créée en 1811 et supprimée en 1814.

## Historique
Les départements français de la Hollande sont créés le 1er janvier 1811, à la suite de l'annexion du royaume de Hollande le 9 juillet 1810. L'organisation administrative en est fixée par décret du 21 octobre 1811 et l'arrondissement de Deventer est officiellement créé à cette occasion.
Diederich van Omphal van Ysendoorn et Pierre van Gobbelschroy en sont successivement sous-préfets,,
L'ensemble des unités administratives françaises de la Hollande est officiellement supprimé par le traité de Paris en mai 1814.
L'arrondissement correspond au tiers central de la province néerlandaise actuelle de l'Overijssel.

## Composition
L'arrondissement comprenait les cantons de Deventer, Hardenberg, Ommen et Raalte.